# Bathypogon robustus
Bathypogon robustus är en tvåvingeart som beskrevs av Hull 1956. Bathypogon robustus ingår i släktet Bathypogon och familjen rovflugor. Inga underarter finns listade i Catalogue of Life.